# Mata Roma
Mata Roma là một đô thị thuộc bang Maranhão, Brasil. Đô thị này có diện tích 548,411 km², dân số năm 2007 là 13129 người, mật độ 23,94 người/km².